# ロビンソンズ (百貨店)
ロビンソンズ（Robinsons & Co.）はシンガポール及びマレーシアに事業展開していた百貨店。

## 歴史
イギリス領だった1858年にシンガポールで創業。
2008年にアラブ首長国連邦のアルフタイム・グループに買収された。
オンライン販売との競争に2020年の新型コロナウイルス感染症の世界的大流行による需要低迷が重なり、マレーシアとシンガポールの双方で事業の清算手続に入った。